# Wohn- und Wirtschaftsgebäude Deepener Straße 1

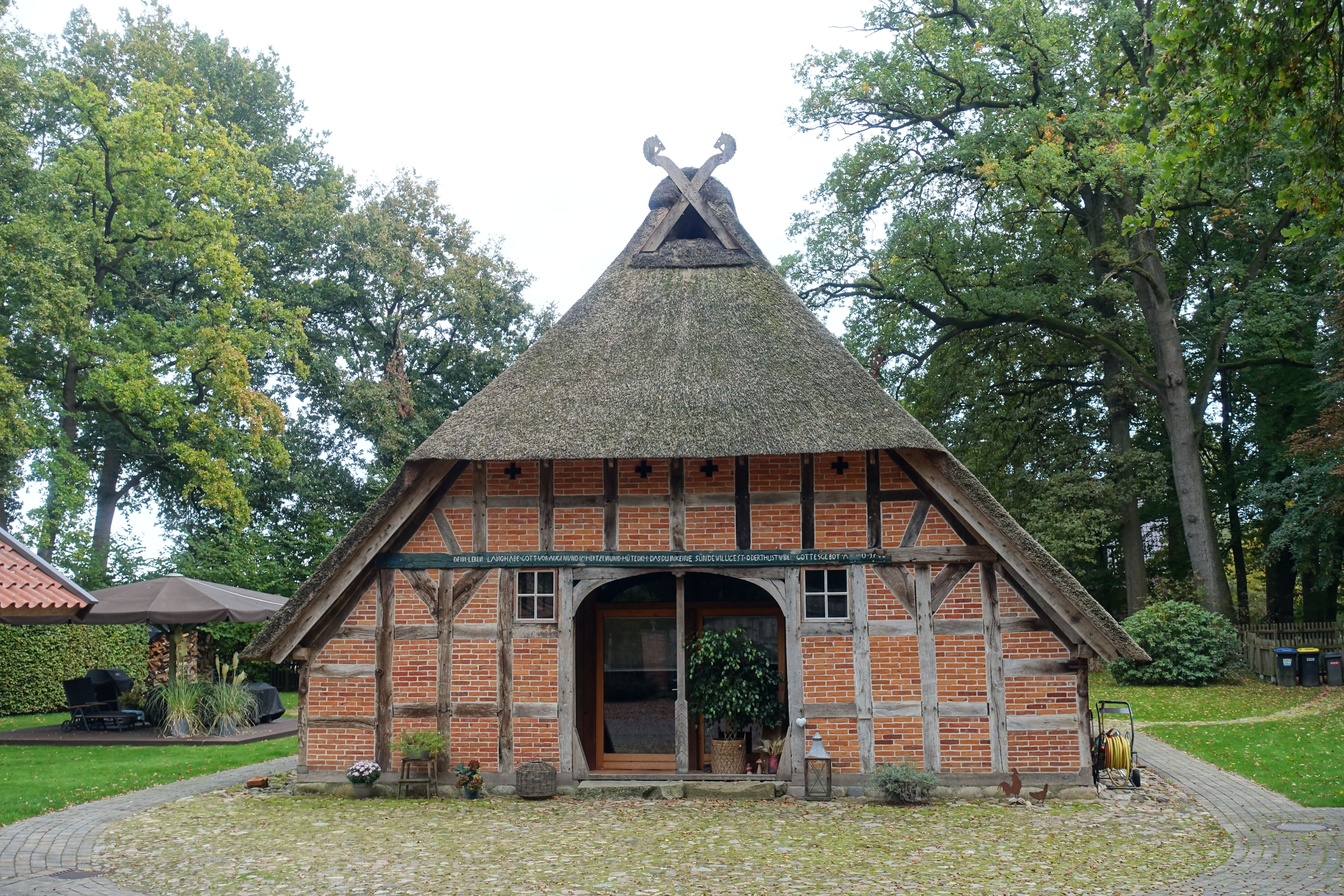
Nordwestfassade (2022)

Das Wohn- und Wirtschaftsgebäude Deepener Straße 1 (Ramakers/Schloh's Hus) in der niedersächsischen Gemeinde Scheeßel, Ortsteil Westervesede, wurde zum Ende des 18. Jahrhunderts gebaut. Aktuell (2025) wird es zum Wohnen  genutzt.
Das Gebäude steht unter Denkmalschutz (siehe auch Liste der Baudenkmale in Scheeßel).

## Geschichte und Beschreibung
Scheeßel wurde 1205 als Archidiakonat genannt. Vesede wurde 1226 erwähnt und teilte sich im 13./14. Jahrhundert in Westervesede und Ostervesede. Die Orte gehören zum heutigen Landkreis Rotenburg (Wümme).
Das eingeschossige traufständige Wohn- und Wirtschaftsgebäude als Zweiständer-Hallenhaus in Fachwerk mit Steinausfachungen, reetgedecktem Krüppelwalmdach, Niedersachsengiebel mit Uhlenloch, Pferdeköpfe und der Grooten Door mit Korbbogen wurde 1780 (Inschrift) gebaut. Die Fachwerkkonstruktion erfolgte mit sichtbaren Kopfstreben. Das Gebäude wurde um 1999 saniert und zu einem reinen Wohnhaus umgebaut.
Das Landesdenkmalamt befand u. a.: „… ein regionstypisches Hallenhaus der Zeit um 1800 in Zweiständerkonstruktion ….“
Ein Stall und ein Speicher, beide in Fachwerk, wurden 1996 wegen baulicher Veränderungen aus dem Denkmalverzeichnis gestrichen.